# Lophiostoma appendiculatum
Lophiostoma appendiculatum är en svampart som beskrevs av Fuckel 1874. Lophiostoma appendiculatum ingår i släktet Lophiostoma och familjen Lophiostomataceae.  Arten är reproducerande i Sverige. Inga underarter finns listade i Catalogue of Life.